# باول أميركا
باول أميركا (بالإنجليزية: Paul America)‏ هو ممثل أمريكي، ولد في 25 فبراير 1944 في نيوجيرسي في الولايات المتحدة، وتوفي في 19 أكتوبر 1982 في أورموند بيتش في الولايات المتحدة.
كان بول جونسون ، المعروف باسم بول أمريكا ، ممثلًا أمريكيًا كان عضوًا في أندي وارهولز سوبرستارز. قام ببطولة فيلم واحد من إخراج وارهول My Hustler (1965) ، وظهر أيضًا في فيلم Edie Sedgwick الأخير Ciao! مانهاتن (1972).

## سنوات وارهول
وفقًا لأمريكا ، فقد التقى بالفنان آندي وارهول في Ondine ، وهو ملهى ليلي في مدينة نيويورك في منتصف عام 1965. وجد وارهول أن أمريكا تتمتع "بمظهر جيد بشكل لا يصدق - مثل الرسم الهزلي للسيد أمريكا ، قطع نظيف ، وسيم ، ومتماثل للغاية". دعا وارهول أمريكا إلى الاستوديو الخاص به المسمى The Factory الواقع في 231 East 47th Street.

## وصلات خارجية
- باول أميركا على موقع IMDb (الإنجليزية)
- باول أميركا على موقع أول موفي (الإنجليزية)
- باول أميركا على موقع قاعدة بيانات الفيلم (الإنجليزية)